# Мис Марина
64°16′00″ пд. ш. 65°15′00″ зх. д. / 64.26667° пд. ш. 65.25000° зх. д.
Мис Марина (англ. Marina Point) — скелястий мис, розташований на північному заході о. Галіндез в Антарктиді.
Мис вперше досліджений в 1935—1936 роках у ході британської експедиції під керівництвом австралійського полярника Джона Раймілла. Учасниками експедиції названий на честь принцеси Греції та Данії Марини Грецької.
На мисі розташована єдина українська антарктична станція Академік Вернадський.